# Baby Shark : L'Aventure sous l'eau
Baby Shark : L'Aventure sous l'eau (anglais : Baby Shark's Big Show! ; hangeul : 아기상어: 올리와 윌리엄) est une série d'animation américano-coréenne, basée sur la chanson Baby Shark et diffusée à partir du 11 décembre 2020 aux États-Unis sur Nickelodeon et du 25 décembre 2020 en Corée du Sud sur EBS. 
En France, la première saison a été diffusée en octobre 2021 et la deuxième depuis le 8 janvier 2022 sur Nickelodeon Junior. Elle est rediffusée depuis décembre 2022 sur M6 dans M6 Kid. Puis depuis dans le courant de l'année 2023 sur Gulli.

## Synopsis
Baby Shark et son meilleur ami William vivent à Carnivore-les-bains. Ensemble ils partent à l'aventure en chansons.

### Fiche technique
- Titre original : Baby Shark's Big Show! (anglais) ; 아기상어: 올리와 윌리엄 (coréen)
- Titre français : Baby Shark : L'Aventure sous l'eau
- Création : Pinkfong
- Réalisation : Mike Carlo
- Scénario : Max Beaudry, Francisco Paredes
- Direction artistique : Cheryl Johnson
- Montage : Whitney Ralls
- Musique : Tommy Sica
- Production : Jamie Goss, Gary Doodles, Kim Minseok, Lee Ryan, Jeong Bin
- Sociétés de production : Pinkfong, SmartStudy, Nickelodeon Animation Studio
- Sociétés de distribution : ViacomCBS Global Distribution
- Pays d'origine :  Corée du Sud -  États-Unis
- Langue originale : anglais - coréen
- Format : couleur - HDTV - 16/9 - Dolby Digital 5.1
- Genre : Action, Aventure
- Nombre d'épisodes : 31 (1 saison)
- Durée : 11 minutes
- Dates de première diffusion :
  - États-Unis : 11 décembre 2020
  - Corée du Sud : 25 décembre 2020
  - France :  8 janvier 2022

## Distribution

### Voix originales
- Kimiko Glenn : Baby Shark
- Luke Youngblood : William
- Eric Edelstein (en) : Daddy Shark (Papa Shark)
- Natasha Rothwell : Mommy Shark (Maman Shark)
- Debra Wilson : Grandma Shark (Grand-mère Shark)
- Patrick Warburton : Grandpa Shark (Grand-père Shark)
- Alex Cazares : Chucks
- Kimberly Brooks : Vola
- Teddy Walsh : Mason
- Cole Escola (en) : Goldie
- Georgie Kidder : Hank
- Cristina Pucelli (en) : Shadow (Filou)
- Rama Vallury : Bait
- Tara Strong : Switch
- Shelby Young : Rayna Ray
- Griffin Puatu : Marty Minnow
- Fred Tatasciore : Mail Whale (Facteur)
- Andrew Morgado (en) : Vigo
- Alexander Polinsky : Costello
- Jeff Bennett : Mr. Fish

### Voix françaises
- Claire Pérot : Baby Shark
- Adrien Pelon : William
- Léovanie Raud : Maman Shark
- Olivier Benard : Papa Shark et Poisson-Clown
- Patrick Préjean : Grand-père Shark
- Aurélie Konaté : Chucks
- Fred Colas : Filou et Vigo
- Mélissa Berard : Hank, Anchois, Poisson rose et Poisson-chat
- Sophie Dutruch
- Charlotte Hervieux : Vola

Version française : société de doublage : Lylo ; direction artistique : Marie Bureau (dialogues), Edwige Chandelier (chant) ; adaptation : Aline Langel, Asia Cossu, Edwige Chandelier

## Épisodes

### Saison 1 (2020-2022)
1. L'Étrange Noalgue de Baby Shark (All I Want for Fishmas)
2. Amis pour la vie / La Poulpicelle  (Fish Friends Forever / Jelly Pox)
3. Ma petite dent / La bestiole baveuse (Baby Tooth / Slobber Slug)
4. Super Requin / La Forêt de varech (Super-Shark / William vs. Wild)
5. Le Trésor légendaire / La Journée du oui (Legendary Loot / Yup Day)
6. Le Vœu de l'étoile de mer filante / Le Défi du requin (When You Wish Upon a Fish / Shark-Off)
7. Un artiste ne baisse jamais les nageoires / Détective Baby Shark (The Show Must Flow On / Detective Baby Shark)
8. Baby Shark, le maire / Coule ou flotte (Baby Mayor / Sink or Swim)
9. Captain Varech /  Riquiqui le tardigrade (Captain Kelp / Teensy the Tardigrade)
10. Filouland / Les Chevaliers de la mer profonde (Shadowland / Medieval Tides)
11. Baby Shark et le Fantôme d'Halloween /  Le Casier de Dandy Jones (Baby Shark's Haunted Halloween / Wavey Jones' Locker)
12. Le Champion de minigolf / Sans Pierrot (Daddyshack / Rocky-Bye)
13. Il était une fois dans l'eau / Le Monstre gluant (Rainy Day Roundup / Deep Goo Sea)
14. Coach Mamie Shark / Programme chargé (Coach Grandma / Busy Baby)
15. Bataille de boules de neige / Le Cadeau (Snowball Bonanza / The Present)
16. Force et douceur / Les bons ennuis (Shark Strength / Good Trouble)
17. La Journée des meilleurs amis / Le Mystère de l'aquaskate (Best Fin-Ship Day / The Great Skate Case)
18. La Reine des farces / La Citronnade du lagon (Shark Prank / Lagoon Lemonade)
19. La Danse des algues / Danse avec Sharki B. (The Seaweed Sway / Flow Bros)
20. Une vie de star / Méchant Hank (A Shark Day's Night / Bad Hank)
21. Opération mamans aux anges / L'amitié au premier coup de dent (Operation Happy Mommies / Buds at First Bite)
22. Le Camping en famille / La Parade de bienvenue (A Tail of Two Fathers / Welcome Wagon)
23. William, le grand reporter / Au lit, Baby Shark (William Manta: News Fish / Sleeping Like a Baby)
24. La Méduse égarée / Corail en détresse (The Lost Jelly / The Coral Dilemma)
25. Une aventure de facteur / Les Shark sous les projecteurs (A Mail Whale Tale / Swimming With The Sharks)
26. Le Jeu des meilleurs amis / Le Poisson masqué (The Best Friends Game / The Fin-ale)
27. En direct de chez les Shark (Live from the Shark House)

### Saison 2 (depuis 2022)
1. Titre français inconnu (Fort Fin-ship / Water Buggin')
2. Titre français inconnu (The Treat Goblin / Baby Super Shark)

### Courts métrages (depuis 2020)
1. Une miette d'indice (Crumb of a Clue)
2. Une adorable créature (The Bunny Slug)
3. Opération Frisson (Operation Cool Quest)
4. Finies les punitions (No Time for Timeouts)
5. Titre français inconnu (Knock it Off)
6. Titre français inconnu (Goldie's Lock)
7. Titre français inconnu (Chore Song)
8. Titre français inconnu (Mommy Works From Home)
9. Titre français inconnu (Hide and Hunt)
10. Titre français inconnu (Luck of the Claw)